# LATTC/오소 인스티튜트역
LATTC/오소 인스티튜트 역(LATTC/Ortho Institute)는 로스앤젤레스 메트로의 E선역 중 하나이다. 로스앤젤레스의 노스 유니버시티 파크 내의 플라워가(Flower Street)와 23번가(23rd Street)에 위치하고 있다.
공식 역명은 로스앤젤레스 무역 기술 대학/어린이 정형 외과(Los Angeles Trade-Technical College/Orthopaedic Institute for Children) 역이며, 이전에는 23번가(23rd Street)역으로 불리었다. 이 역에는 J선 버스도 운행한다. 북행 J선 버스는 다운타운 로스앤젤레스행 버스가 피규어가/23번가 정류장에서, 남행 J선 버스는 하버 게이트웨이 트랜짓 센터/퍼시픽/21번가행 버스가 플라워가/23번가 정류장에서 정차한다.
여러 해 동안 사용하도록 녹음된 자동음성안내는 2015년까지 이 역을 "23rd Street"라고 지칭했다.

## 운행정보

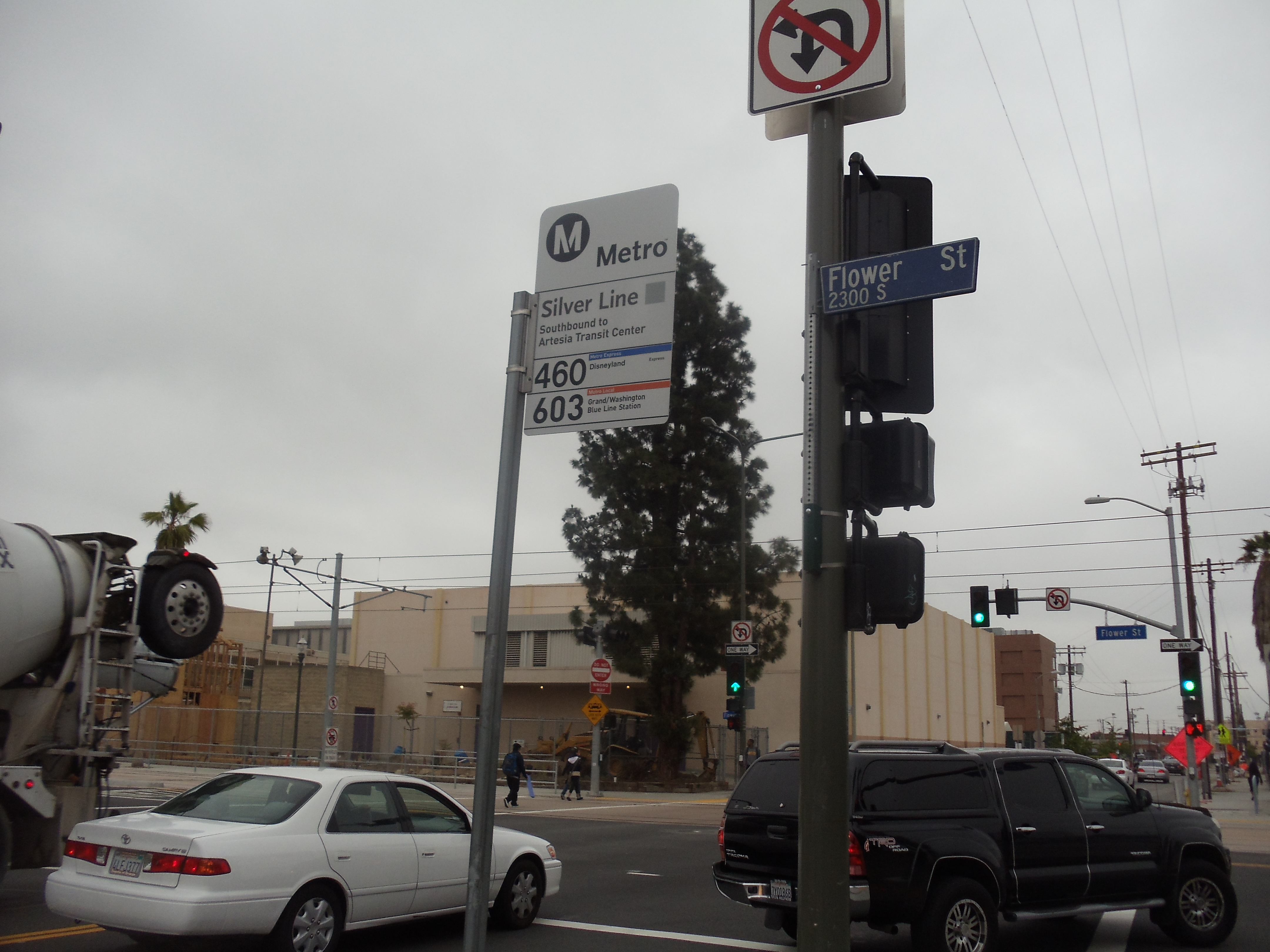
23번가 & 플라워가의 메트로 J선 거리 정류장. 거리 정류장은 2012년 4월 30일에 추가되었다.

### 메트로 레일 운행 정보
E선 운행 시간은 매일 약 오전 5시부터 12시 30분까지이다. 메트로 레일은 2012년 4월 28일에 개통되었고, 정기 운행은 2012년 4월 30일에 재개되었다.

### 메트로 라이너 운행 정보
J선 운행 시간은 대략 매일 오전 4시 15분부터, 오전 1시 50분까지이다. 2012년 4월 30일 피규어가 & 23번가(Figueroa Street & 23rd Street)와 플라워가 & 애덤스 대로(Flower Street & Adams Boulevard) 사이의 메트로 J선의 남행 부분을 수정하여 하버 게이트웨이 트랜짓 센터/퍼시픽/21번가 방향의 남행 버스는 23번가 E선 역 옆에 새로운 정류장에 정차한다. 2013년 6월 서비스 변경을 위해, 피규어가 & 23번가에 새로운 메트로 J선 정류장이 추가되었다. 2013년 12월 15일 서비스 변경을 위해, J선 남행 노선을 플라워가에서 운행하도록 수정하였다. 남행 J선 버스는 플라워가 & 23번가에 정차한다.

## 위치
LATTC/오소 인스티튜트 역은 플라워가(Flower Street) 동쪽에 위치하고 있으며, 23번가의 바로 남쪽에 110번 프리웨이와 인접해 있다. 이 역은 다운타운 L.A. 남쪽의 노스 유니버시티 파크 주거지를 지난다.

### 인근 역세권
이 역은 두 단과대학과 도보 거리에 위치한다.:
- 로스앤젤레스 무역기술대학(L.A. Trade Tech College, 약칭 LATTC)
- 마운트세인트메리스 대학(Mount St. Mary's College)
- 로스앤젤레스 정형외과병원(Los Angeles Orthopedic Hospital)
- 성 요한 성공회 성당(St. John's Episcopal Cathedral)

## 역 구조
| 승강장 | E선                             | ← 제퍼슨/USC Jefferson/USC Station ← 다운타운 샌타모니카역 행 (종착점행) |
| 승강장 | 섬식 승강장, 왼쪽 출입문이 열림 |                                                                          |
| 승강장 | E선                             | → 피코 Pico Station → 7번가/메트로센터역 행 (기점행)                     |

LATTC/오소 인스티튜트 역은 23rd/플라워 남쪽에 하나의 출구가 있고, 다른 하나는 하버 프리웨이 교차로 바로 북쪽에 있다.
역 시설물은 크리스토퍼 C. 디어도르프(Christofer C. Dierdorff)가 제작했다. "Intimacy of Place(장소의 친밀감)"라는 제목의 이 시설은 지역 사람들의 머리 앞면과 뒷면 사진을 사용하여, 각 개인이 지역 사회에서의 자신의 역할을 보여주는 친밀한 초상화를 만들어낸다.